# Warszawas getto
Warszawas getto (polska: Getto warszawskie) skapades av nazisterna i oktober 1940 för internering av judar i Warszawa och dess omgivning. Warszawas getto var det största judiska getto som upprättades av nazisterna. Som mest bodde runt en halv miljon judar innanför dess murar. Under de tre år som gettot existerade dog tiotusentals personer av svält och sjukdomar och omkring 350 000 deporterades till koncentrationsläger där de mördades.
Våren 1943 gjorde den judiska motståndsrörelsen i gettot väpnat uppror mot tyskarna. Upproret i Warszawas getto pågick under en månad då motståndsmännen kämpade mot de militärt och numerärt överlägsna tyskarna. Tyskarna tog sig systematiskt igenom alla fastigheter, satte eld på en stor mängd byggnader och till sist synagogan. Gettot förvandlades till en ruinstad. De judar som överlevt striderna sköts ihjäl eller sändes till koncentrationsläger. Därmed hade Warszawas getto avvecklats.

## Historia

### Bakgrund
Efter Tysklands anfall mot Polen den 1 september 1939, som var inledningen till andra världskriget, följde en snabb framryckning av de tyska arméerna. Warszawa utsattes för kraftiga artilleri- och bombattacker och kapitulerade den 28 september 1939. Efter kapitulationen ingick Warszawa i det av tyska ockupationsmakten bildade Generalguvernementet som omfattade sydöstra Polen. I oktober utfärdade Heinrich Himmler en order om att alla judar och polacker som bodde i det av tyskarna annekterade västra Polen skulle tvångsförflyttas till Generalguvernementet. Samma månad uppfördes det första gettot, i staden Piotrków Trybunalski. Judiska bankkonton frystes och den 1 december infördes en förordning som tvingade judar i Generalguvernementet att bära en armbindel med en blå davidsstjärna.

### Gettot inrättas
Warszawa var ett centrum för judisk kultur och hade Europas största judiska befolkning, cirka 350 000 personer. De flesta bodde i stadens centrala delar väster om gamla staden, i och kring vad som kallades de judiska kvarteren.  I november 1939, endast en dryg månad efter nazisternas intåg i staden, markeras med skyltar de judiska kvarteren och ett antal kvarter runt dem som ”Karantänområde med risk för spridning av epidemi” (tyska: Seuchensperrgebiet). Officiellt menade nazisterna att där fanns risk för en tyfusepidemi som staden måste skyddas mot. I början av 1940 inringades delar av ”karantänområdet” med taggtråd, och juderådet (tyska Judenrat) fick order att bygga murar. I praktiken uppfördes ett getto.
I oktober 1940 offentliggjorde den tyske distriktschefen Ludwig Fischer att ett getto skulle inrättas, och i november tvingades 138 000 judar som bodde utanför området och 113 000 polacker som bodde i området att byta bostad. Gettot var nu ett faktum, omgärdat av taggtråd, plank och murar med ett fåtal in- och utgångar, vaktade av polis och militär.
Gettot var mindre än ”karantänområdet” och under de tre år gettot existerade ändrades dess gränser flera gånger. Den största förändringen gjordes efter de stora deportationerna i juli till september 1942, då nästan 300 000 judar deporterades till koncentrations- och förintelseläger, – de flesta till Treblinka. Efter dessa deportationer minskades gettots yta till cirka en fjärdedel av sin tidigare storlek.

### Gettot
| Vänster: Gångbro över Chlodnagatan, mellan gettos norra och södra del. Höger: Marknad i gettot, Smoczagatan, 1941. |  | Vänster: Gångbro över Chlodnagatan, mellan gettos norra och södra del. Höger: Marknad i gettot, Smoczagatan, 1941. |
| Vänster: Gångbro över Chlodnagatan, mellan gettos norra och södra del. Höger: Marknad i gettot, Smoczagatan, 1941. |  | |

| Vänster: På gatan, 1941. Höger: Uppsamlingsställe för lik, 1941. |  | Vänster: På gatan, 1941. Höger: Uppsamlingsställe för lik, 1941. |
| Vänster: På gatan, 1941. Höger: Uppsamlingsställe för lik, 1941. |  |                                                                  |

| Vänster: Umschlagplatz, lastplatsen för deportationer. Höger: Kroppar av döda – Gettoupproret 1943. |  | Vänster: Umschlagplatz, lastplatsen för deportationer. Höger: Kroppar av döda – Gettoupproret 1943. |
| Vänster: Umschlagplatz, lastplatsen för deportationer. Höger: Kroppar av döda – Gettoupproret 1943. |  | |

Gettots befolkning var ursprungligen cirka 350 000 personer, 23 procent av Warszawas befolkning, som bodde inom ett område som endast motsvarade 2,4 procent av Warszawas yta. Trots stor trängsel sändes ständigt fler judar till gettot. Till gettot deporterades judar från övriga Polen och även från andra ockuperade länder. Som mest bodde 500 000 personer i Warszawas getto. År 1942 levde i genomsnitt 13 personer i ett rum.
Gettobefolkningen var heterogen; den bestod av assimilerade judar, judiskt ortodoxa och kristna judar, sionister och icke-sionister, kommunister och konservativa. De som förde deras talan var juderådet (Judenrat) som bildats på befallning av nazisterna. Juderådet administrerade gettot men var helt avhängigt tyskarnas planer och order. Ordförande i juderådet var Adam Czerniaków. Han begick självmord när deportationerna inleddes i juli 1942.
Gettot var en stad i staden med affärer, verkstäder, sjukhus, barnhem, restauranger, teatrar, soppkök, polis etc. Men det var en miserabel stad. Livet i gettot präglades av trångboddhet, hunger, ovisshet och sjukdomar. Gettot härjades av tyfus- och tuberkulosepidemier; näringsbrist och svält ledde till infektioner, apati, psykoser och död. Mellan 1940 och sommaren 1942 avled 83 000 personer av svält och sjukdom.
De som var lyckligt lottade hade arbete inom gettots administration och verksamheter eller i en av gettots verkstäder. Även om arbetet i verkstäderna var underbetalt och innebar slit 12 timmar per dag fick de anställda i alla fall ett påvert mål mat och några złoty, vilket kunde underlätta för en hel familj. Och inte minst, hade man papper på att man var anställd inom gettots verksamhet eller i en verkstad, hade man större chans att inte bli uttagen till deportation.
Verkstäderna i gettot tillverkade framför allt produkter till Wehrmacht, den tyska krigsmakten, men även ”civila” föremål: allt ifrån spetsar och leksaker till uniformer och delar till flygplan. De största verkstäderna, eller fabrikerna, var tyska: Schultz & Co, Hallman, Döring och Többens. De hade stora varuorder från tyska armén, och med billig judisk arbetskraft tillverkade de bland annat uniformer, stövlar, pälsar, lädervaror och maskindelar till vapen.

### Deportationer, uppror och likvideringen av gettot
I juli 1942 informerades juderådet om att alla judar skulle deporteras österut. Undantag gjordes för dem som arbetade i tyska fabriker, på judiska sjukhus, medlemmar av juderådet och deras familjer och dem som arbetade för den judiska ordningspolisen och deras familjer. Mellan den 22 juli och 12 september deporterades omkring 266 000 av gettots invånare till förintelselägret Treblinka. Under den dryga månaden långa aktionen dödades 35 000 judar inne i gettot.
Därefter fanns endast omkring 50 000 personer kvar i Warszawas getto, och tyskarna minskade i januari 1943 gettoområdet till att endast omfatta det så kallade "huvudgettot", närmast tågen och lastplatsen (Umschlagplatz) samt kvarteren med tyska fabriker och verkstäder. I augusti 1942, under deportationerna, sände den judiska kommunistiska organisationen Der Bund en man att ta reda på vad som hände med de deporterade. Han lyckades komma i kontakt med både järnvägsanställda och flyktingar från Treblinka och återvände till Warszawa med en rapport om att alla mördades. Misstankarna om massmord på judar var nu bekräftade.
På hösten efter de stora deportationerna bildade flera politiska grupper en gemensam organisation som kallades ŻOB (Żydowska Organizacja Bojowa, Judiska kamporganisationen), vilken leddes av Mordechaj Anielewicz och bestod av 220–500 personer. Ytterligare 250–450 personer var organiserade i ŻZW (Żydowski Związek Walki, judiska kampförbundet). Medlemmarna av dessa grupper hade inga illusioner angående tyskarnas planer, och de bestämde sig för att göra motstånd även om detta skulle leda till döden. Deras beväpning bestod av pistoler, hemmagjorda bomber och molotovcocktails.
Upproret i Warszawas getto startade den 19 april 1943 och pågick till mitten av maj. Det kvästes brutalt av nazisterna som satte eld på större delen av husen i gettot och avslutade sin insats med att spränga Warszawas stora synagoga. Omkring 7 000 judar dog i striderna — skjutna, ihjälbrända eller rökförgiftade. De återstående 50 000 deporterades till koncentrationsläger. Warszawagettot var därmed likviderat.

### Koncentrationslägret Warszawa

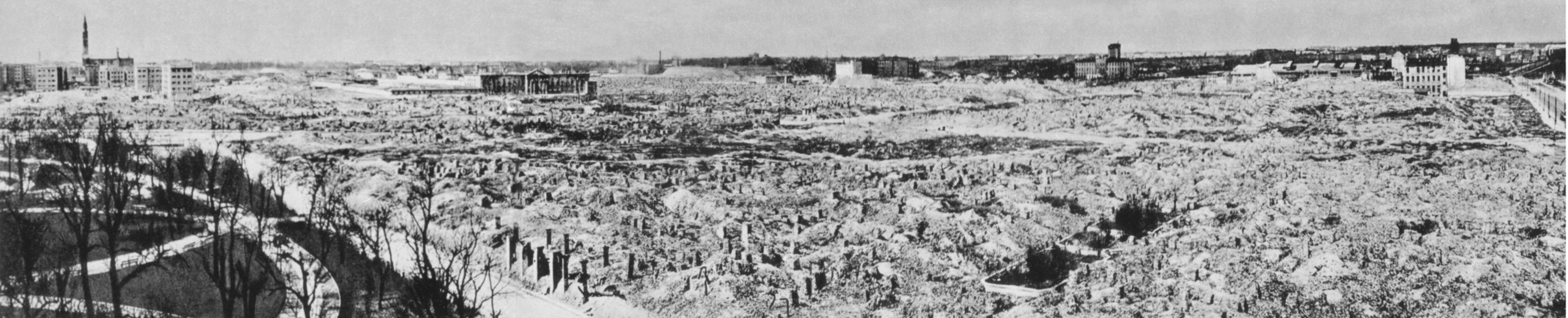
1945 – Warszawas getto jämnat med marken. Bilden är troligen tagen från en plats ungefär där borstfabriken tidigare låg. (överst till höger på kartan ovan)

Efter upproret låg Warszawas getto i ruiner. I detta raserade område uppförde nu tyskarna ett koncentrationsläger, KZ Warszawa. De byggde baracker vid det som varit det judiska fängelset Gesiówka; fångar hämtades från andra koncentrationsläger, bland annat från Auschwitz. De cirka 5 000 lägerfångarnas uppgift var att rensa bland ruinerna, att ta vara på användbart material som tegelstenar och metall. De skulle även söka efter kvarlämnade värdesaker i gettots sargade fastigheter; allt av värde i raserade lägenheter, källare och vindsutrymmen skulle letas fram.
Koncentrationslägrets fångar befriades av den polska motståndsrörelsen under Warszawaupproret sommaren 1944. Några av de judar som lyckats fly under gettoupproret deltog även i Warszawaupproret. Efter gettoupproret 1943 och Warszawaupproret 1944 var Warszawa en ruinstad. Omkring två tredjedelar av staden ödelades av nazisterna.

### Efterlämnade dokument från gettot

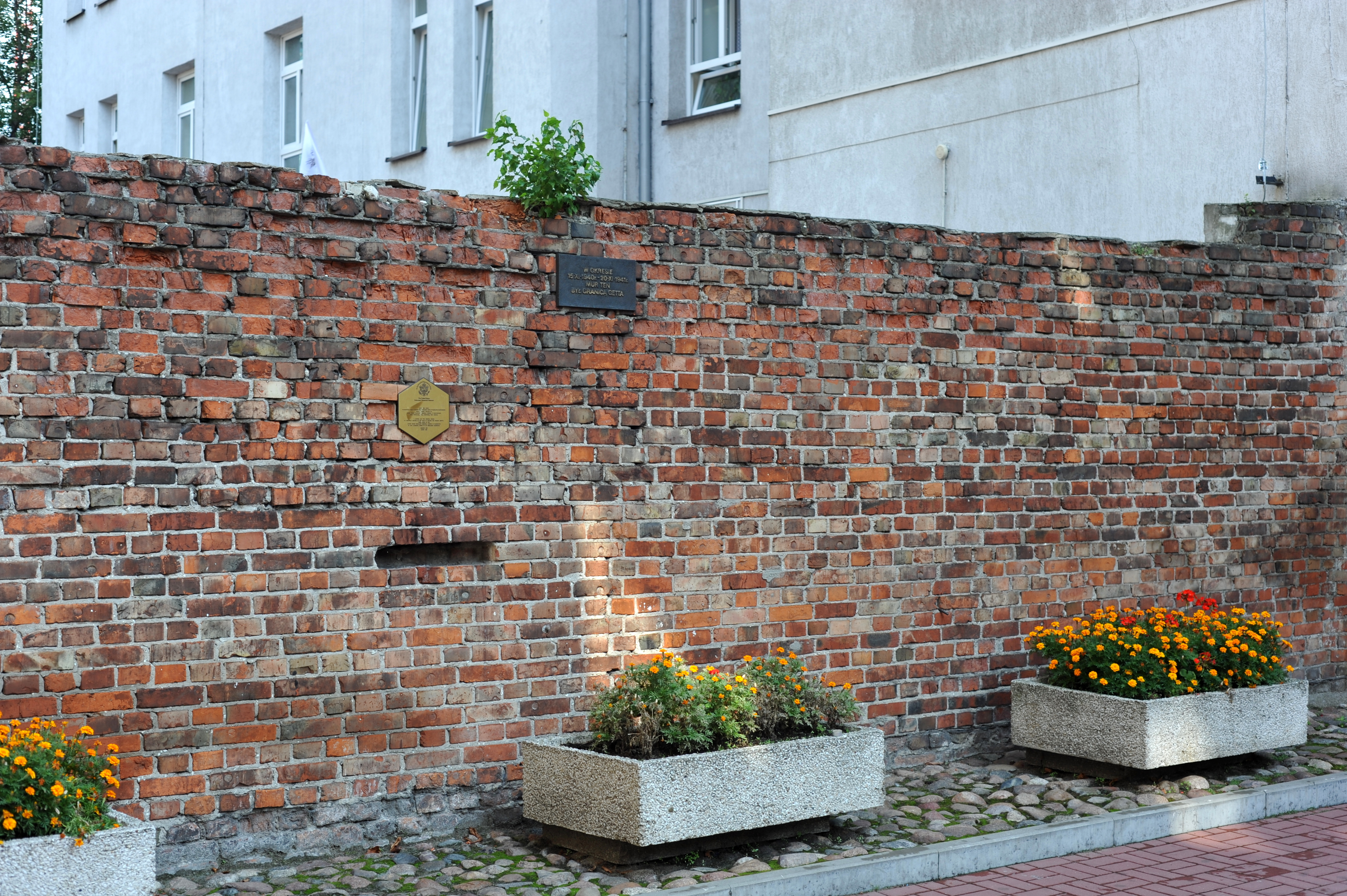
Resterna av gettomuren på bakgården till Siennagatan 55, foto från 2008.

Två viktiga dokument som berättar om livet i Warszawas getto undkom all förstörelse. Det ena är Adam Czerniakóws dagböcker från 1939–1942, det andra det så kallade Ringelblumarkivet som innehåller anteckningar och föremål. Czerniakóws dagböcker har givits ut på polska, tyska och engelska. Ringelblumarkivet blev 1999 ett av Unescos världsarv.

## Gettot på film och i litteraturen
Warszawas getto har beskrivits ett antal gånger i bokform och på film. Detta inkluderar Władysław Szpilmans Pianisten, en självbiografisk roman från 1945. 2002 regisserade Roman Polanski filmen The Pianist, baserad på boken. 1961 kom Mila 18, en roman av Leon Uris.
På 1990-talet kom bland annat A Day in the Warsaw Ghetto, en kanadensisk dokumentärfilm av Jack Kuper från 1991. Fyra år senare publicerades The Ghetto Fights: Warsaw 1941–43, en bok med ögonvittnesskildringar av Marek Edelman som deltog i Getto- och Warszawaupproren.
Uprising är en amerikansk TV-film från 2001, med bland annat Jon Voight, Donald Sutherland och Palle Granditsky.
Lena Einhorns bok och film Ninas resa, från 2005, handlar om hennes mor Nina som lyckades överleva Warszawas getto.